# Nicolaas van Winghe
Nicolaas van Winghe (Leuven, ca. 1495 - aldaar, 1552) was een augustijnerkoorheer die de vertaler was van de zgn. Leuvense Bijbel, een vertaling van de hele bijbel in het Nederlands.
Zijn vader, een invloedrijke Leuvense patriciër, stuurde Nicolaas in 1511 naar de universiteit van zijn geboortestad, waar hij de vrije kunsten doorliep. In 1517 trad hij in bij de reguliere kanunniken van Sint Maartensdal. Deze priorij had een befaamde bibliotheek en was een centrum van bijbelstudie in de traditie van de Moderne Devotie. Van Winghe werkte er als kopiist, werd in 1532 bibliothecaris en later procurator en subprior. 
Nadat uitgever Bartholomeus van Grave in 1546 het recht op het drukken van de geautoriseerde bijbel verworven had, deed hij een beroep op de erudiete Van Winghe om te zorgen voor een Nederlandse vertaling van de nieuwe Vulgaateditie. Minder dan een jaar later lag de Leuvense Bijbel er al. In het voorwoord sneerde Van Winghe naar de onderkruypers die hun vertaling buiten het land lieten uitgeven. Inderdaad was de Keulse Bijbel van Alexander Blanckart twee maanden eerder verkrijgbaar, maar het bleef bij een eenmalige druk. Van Winghes tekstgetrouwe vertaling zou na herziening door Jan I Moretus nog eeuwenlang meegaan. In hetzelfde jaar als Den gheheelen bybel verscheen ook Van Winghes vertaling van de De imitatione Christi (1548). Enkele jaren later voltooide hij een derde vertaling uit het Latijn, De Joodse oorlog van Flavius Josephus. Hij stierf in het jaar van publicatie. Postuum verscheen in 1566 zijn voorwoord bij de Leuvense Bijbel als zelfstandig traktaat.

## Publicaties
- Den gheheelen bybel, 1548
- Van die werelt te versmaden ende Christum te volghen. Een devoet tractaet vol goeder leeringhen, wijlen ghemaect bi eenen devoten Regulier, ghenaemt heer Thomas Hamerken van Campen, welc boecxken men pleech te noemen Qui sequitur me, 1548
- Seven boecken, van die Joetsche oorloghe, ende destructie van Jerusalem, 1552
- Onderwijs van der Heylegher Scriftueren, 1566